# Broad Creek
Broad Creek – jednostka osadnicza w Stanach Zjednoczonych, w stanie Karolina Północna, w hrabstwie Carteret, nad Oceanem Atlantyckim.